# 독립신문 (대한민국 임시정부)

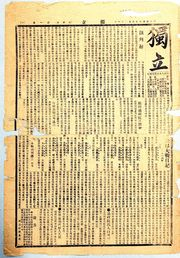
독립신문, 1919년 8월 21일자

《독립신문(獨立新聞)》은 대한민국 임시정부가 발행했던 기관지의 이름이다. 1919년 8월 21일 박은식, 안창호, 옥관빈 등이 창간했고, 1932년 휴간, 1933년 복간, 1943년 폐간됐다.

## 개요
1919년 8월 21일자로 주 3회(화, 목, 토) 발행했으며 사장 겸 주필에는 이광수(李光洙), 출판부장 주요한(朱耀翰) 등이 선임되었고, 필진으로는 안창호, 이유필, 이광수, 김규식, 주요한, 박종화, 신채호 등이 참여하였으며, 기자로는 조동호(趙東祜), 이광수 등이 활동하였다.
창간 당시 제호는 《獨立》이었는데 1919년 10월 25일 제22호부터 《獨立新聞》이라 고쳤고, 다시 1924년 1월 1일자 제169호부터 한글로 《독립신문》이라 바꿨다.
발행장소는 상해의 프랑스 조계 패륵로(貝勒路) 동익리(同益里) 5호였다. 조동호는 성경에서 한글자모를 따서 제조, 사용하였다. 박은식이 1925년부터 사장으로 일했다.
1932년 이봉창의거와 윤봉길 의거로 임정 요인들이 피신했을 때 일시 휴간했다가 1933년 다시 복간, 이후 임시정부가 충칭으로 옮겼을 때는 한문으로 편집하고 1943년 7월 20일까지 7호가 발행되었다. 독립신문은 그외 관보와 《한일관계사료》, 《한국독립운동지혈사》, 《이순신전》 등을 발행하였다.

## 같이 보기
| - 대한민국 임시정부 - 대한민국 임시 의정원 - 김구 - 김규식 - 김두봉 - 박은식 - 박종화 | - 신채호 - 안창호 - 옥관빈 - 이극로 - 이광수 - 주요한 - 조동호 |

## 참고 자료
- 대한민국임시정부자료집 별책 91권-독립신문 해제(최기영): http://db.history.go.kr/item/level.do?levelId=ij_091_$1exp
- 대한민국역사박물관-독립신문해제(최기영): http://archive.much.go.kr/archive/newspaper/release.do#c2